# Lepidium flavum
Passerage jaune
Espèce
Lepidium flavum, la passerage jaune, est une espèce de plante à fleurs de la famille des Brassicaceae, originaire du sud-ouest des États-Unis et du nord du Mexique.

## Description morphologique

### Appareil végétatif
Cette plante rampante ne dépasse guère 5 cm de hauteur, mais ses tiges fragiles peuvent atteindre 10 à 40 cm de longueur. Les feuilles, un peu charnues, mesurent de 2 à 5 cm de longueur ; les plus grandes sont pennatifides.

### Appareil reproducteur

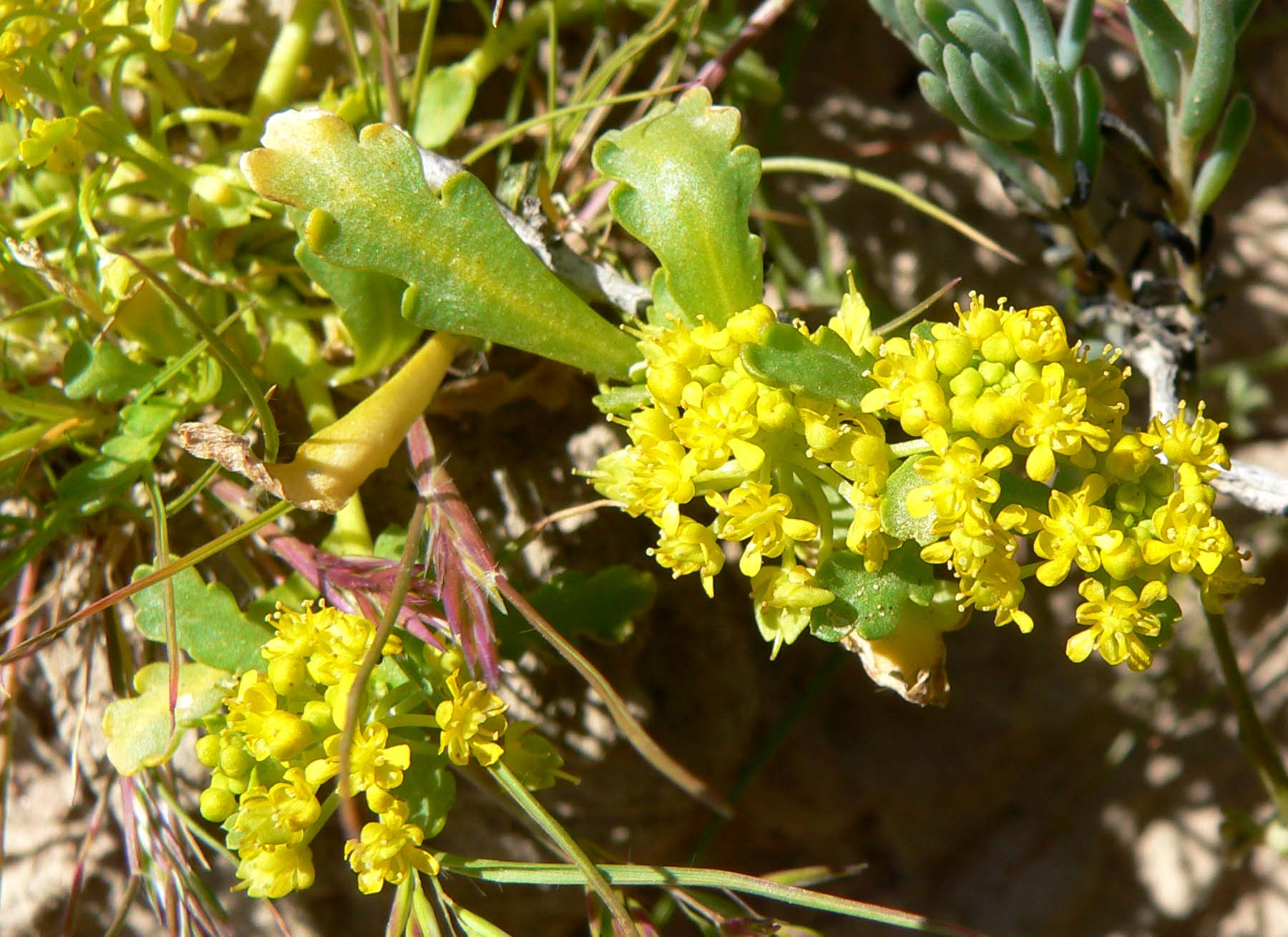
Deux inflorescences de Lepidium flavum.

La floraison a lieu entre mars et juin.
L'inflorescence est une grappe dense et courte de fleurs jaunes, qui sont les seules parties de la plante tournées vers le haut. Chaque fleur possède 4 pétales d'environ 3 mm de longueur. Le fruit est une capsule plate et ovale d'environ 3 mm de longueur. Les minuscules graines de cette plante ont un goût poivré d'où son nom anglais de "peppergrass" ou "pepperweed".

## Répartition et habitat
Lepidium flavum pousse sur les replats des déserts du sud-ouest des États-Unis et du nord du Mexique. Son aire de répartition réduite s'étend au nord du sud de la Californie jusqu'au sud du Nevada, et au sud jusqu'à la Basse-Californie.